# AC Ace Bristol
AC Ace Bristol – samochód sportowy produkowany przez brytyjską firmę AC Cars w latach 1956−1963. Wyposażony był on w otwarte nadwozie. Samochód był napędzany przez silnik o pojemności 2,0 l. Wyprodukowano łącznie około 465 egzemplarzy tego modelu.

## Dane techniczne
- Silnik: I6 2,0 l (1971 cm³)
- Układ zasilania: b.d.
- Średnica × skok tłoka: b.d.
- Stopień sprężania: b.d.
- Moc maksymalna: 130 KM (96 kW)
- Maksymalny moment obrotowy: b.d.
- Prędkość maksymalna: b.d.